# Finlandia en los Juegos Paralímpicos
Finlandia en los Juegos Paralímpicos está representada por el Comité Paralímpico Finlandés, miembro del Comité Paralímpico Internacional.
Ha participado en 16 ediciones de los Juegos Paralímpicos de Verano, su primera presencia tuvo lugar en Roma 1960. El país ha obtenido un total de 283 medallas en las ediciones de verano: 75 de oro, 101 de plata y 107 de bronce.
En los Juegos Paralímpicos de Invierno ha participado todas las ediciones (13 en total). El país ha conseguido un total de 191 medallas en las ediciones de invierno: 80 de oro, 50 de plata y 61 de bronce.

## Medallero

### Por edición
| Evento                                | Oro | Plata | Bronce | Total |
| ------------------------------------- | --- | ----- | ------ | ----- |
| Roma 1960                             | 1   | 0     | 0      | 1     |
| Tokio 1964                            | –   | –     | –      | –     |
| Tel Aviv 1968                         | 0   | 0     | 0      | 0     |
| Heidelberg 1972                       | 0   | 2     | 1      | 3     |
| Toronto 1976                          | 12  | 20    | 18     | 50    |
| Arnhem 1980                           | 8   | 19    | 13     | 40    |
| Nueva York 1984 Stoke Mandeville 1984 | 18  | 14    | 27     | 59    |
| Seúl 1988                             | 11  | 23    | 16     | 50    |
| Barcelona 1992                        | 8   | 6     | 11     | 25    |
| Atlanta 1996                          | 4   | 5     | 4      | 13    |
| Sídney 2000                           | 1   | 3     | 6      | 10    |
| Atenas 2004                           | 4   | 1     | 3      | 8     |
| Pekín 2008                            | 2   | 2     | 2      | 6     |
| Londres 2012                          | 4   | 1     | 1      | 6     |
| Río de Janeiro 2016                   | 1   | 1     | 1      | 3     |
| Tokio 2020                            | 1   | 3     | 1      | 5     |
| París 2024                            | 0   | 1     | 3      | 4     |
| TOTAL                                 | 75  | 101   | 107    | 283   |

| Evento              | Oro | Plata | Bronce | Total |
| ------------------- | --- | ----- | ------ | ----- |
| Örnsköldsvik 1976   | 8   | 7     | 7      | 22    |
| Geilo 1980          | 16  | 7     | 12     | 35    |
| Innsbruck 1984      | 19  | 9     | 6      | 34    |
| Innsbruck 1988      | 9   | 8     | 8      | 25    |
| Albertville 1992    | 7   | 3     | 4      | 14    |
| Lillehammer 1994    | 7   | 6     | 11     | 24    |
| Nagano 1998         | 7   | 5     | 7      | 19    |
| Salt Lake City 2002 | 4   | 1     | 3      | 8     |
| Turín 2006          | 0   | 0     | 0      | 0     |
| Vancouver 2010      | 0   | 1     | 1      | 2     |
| Sochi 2014          | 0   | 1     | 0      | 1     |
| Pyeongchang 2018    | 1   | 0     | 2      | 3     |
| Pekín 2022          | 2   | 2     | 0      | 4     |
| TOTAL               | 80  | 50    | 61     | 191   |

### Por deporte
| Evento                    | Oro | Plata | Bronce | Total |
| ------------------------- | --- | ----- | ------ | ----- |
| Atletismo                 | 47  | 65    | 56     | 168   |
| Ciclismo                  | 0   | 2     | 0      | 2     |
| Dartchery                 | 1   | 1     | 0      | 2     |
| Deportes ecuestres        | 0   | 1     | 1      | 2     |
| Golbol                    | 3   | 2     | 0      | 5     |
| Halterofilia              | 2   | 1     | 1      | 4     |
| Judo                      | 0   | 0     | 2      | 2     |
| Levantamiento de potencia | 1   | 0     | 1      | 2     |
| Natación                  | 7   | 17    | 25     | 49    |
| Tenis de mesa             | 8   | 6     | 9      | 23    |
| Tiro                      | 2   | 1     | 6      | 9     |
| Tiro con arco             | 4   | 5     | 3      | 12    |
| Voleibol                  | 0   | 0     | 3      | 3     |
| TOTAL                     | 75  | 101   | 107    | 283   |

| Evento                     | Oro | Plata | Bronce | Total |
| -------------------------- | --- | ----- | ------ | ----- |
| Biatlón                    | 3   | 2     | 4      | 9     |
| Carrera de trineo en hielo | 9   | 0     | 3      | 12    |
| Esquí alpino               | 1   | 1     | 0      | 2     |
| Esquí de fondo             | 65  | 46    | 53     | 164   |
| Snowboard                  | 2   | 1     | 1      | 4     |
| TOTAL                      | 80  | 50    | 61     | 191   |